# لماذا الاشتراكية؟
«لماذا الاشتراكية؟» هو مقال كتبه ألبرت أينشتاين في مايو 1949 ظهر في العدد الأول من المجلة الاشتراكية المراجعة الشهرية. إنه يعالج مشاكل الرأسمالية، والمنافسة الاقتصادية المفترسة، وتزايد عدم المساواة في الثروة. ويسلط الضوء على سيطرة الرأسماليين الخاصين على وسائل الإعلام، مما يجعل من الصعب على المواطنين التوصل إلى استنتاجات موضوعية، وتأثر الأحزاب السياسية بمساندين ماليين أثرياء مما أدى إلى «حكم الأقلية لرأس المال الخاص». يستنتج أينشتاين أن هذه المشاكل لا يمكن تصحيحها إلا بالاقتصاد المخطط الذي يحافظ على ديمقراطية قوية لحماية حقوق الأفراد.